# Sensenti
Sensenti es un municipio del departamento de Ocotepeque en la República de Honduras.

## Toponimia
Su nombre en lengua mexicano significa: "Espiga de maíz seco". 

## Límites
| Orientación | Límite                                           |
| ----------- | ------------------------------------------------ |
| Norte       | Municipio de Corquín, Copán                      |
| Norte       | Municipio de Lucerna, Ocotepeque                 |
| Sur         | Municipio de San Marcos, Ocotepeque              |
| Este        | Municipio de Belén Gualcho, Ocotepeque           |
| Oeste       | Municipio de San Francisco del Valle, Ocotepeque |
| Oeste       | Municipio de La Labor, Ocotepeque                |

Su cabecera está situada en la margen derecha del Río Grande.

## Historia
En 1540, aproximado a este año fue su fundación.
En algunos manuscritos que datan de 1790, según el sello de Su Majestad Carlos III, rey de España, aparece que Sensenti ya era Alcaldía de la Santa Hermandad de Sensenti.
En 1791, en el primer recuento de población de 1791 era cabecera de Curato.
En 1825, en la primera División Política Territorial de 1825 era uno de los partidos que formaban el Departamento de Gracias.
Durante la guerra salvadoreña-hondureña de 1845, en el 10 junio, las tropas salvadoreñas, en camino de regreso a El Salvador, fueron derrotadas en Sensenti y los que habían sido heridos de Comayagua y Santa Rosa de Copán fueron fusilados. El gobierno salvadoreño envió a los señores Cayetano Bosque y José Antonio Jiménez a Honduras para firmar un acuerdo de paz. Fue así que se firmó entre ambas partes el acuerdo de paz conocido como la paz de Sensenti en el 27 de noviembre, cesando así medio año de conflicto.
En 1869, al crearse el Departamento de Copán, formó parte de este, hasta que se creó el Departamento de Ocotepeque en 1906.

### Hijos destacados
| Título | Nombre            | Mérito                                |
| ------ | ----------------- | ------------------------------------- |
| Gral.  | José María Medina | Presidente de Honduras en 7 ocasiones |

## División Política
Aldeas: 10 (2013)
Caseríos: 67 (2013)
| Código | Aldea                  |
| ------ | ---------------------- |
| 141501 | Sensenti               |
| 141502 | Azacualpa              |
| 141503 | Colonia Santa Cruz     |
| 141504 | El Matasano            |
| 141505 | Gualtaya               |
| 141506 | La Loma o San Felipe   |
| 141507 | Las Mesitas            |
| 141508 | Los Planes             |
| 141509 | San Antonio            |
| 141510 | San Francisco de Cones |